# بيتر ليندسي (سياسي)
بيتر ليندسي (بالإنجليزية: Peter Lindsay)‏ هو سياسي أسترالي، ولد في 4 مايو 1944 ببريزبان في أستراليا. حزبياً، نشط في الحزب الليبرالي الأسترالي. وقد انتخب عضو مجلس النواب الأسترالي عن دائرة هربرت ‏ (2 مارس 1996 – 19 يوليو 2010).